# Янаги (эсминец, 1944)
Янаги (яп. 柳, «Ива») — японский эскадренный миноносец времён Второй Мировой войны типа «Мацу».

## Строительство
Корпус корабля был заложен 20 августа 1944 года на стапеле верфи «Фудзинагата» в Осаке под заводским номером 5497. Спущен на воду 25 ноября 1944 года, вступил в строй 8 января 1945 года.

## История службы
После вступления в строй «Янаги» был зачислен в состав 11-й эскадры. 15 марта его включили в состав 53-го дивизиона эскадренных миноносцев.
22 мая эсминец перешёл в Оминато и начал выполнять патрульные и эскортные задачи в районе. 14 июля в проливе Цугару он был атакован палубной авиацией американского 38-го оперативного соединения и, получив тяжёлые повреждения, был вынужден выброситься на берег. 9 августа эсминец вторично был повреждён в результате американского налёта. До капитуляции Японии каких-либо восстановительных работ на нём не начинали. 
20 ноября 1945 года «Янаги» был исключён из списков, и в период с октября 1946 по апрель 1947 года его разделали на металл.

## Командиры
1.12.1944 — 20.11.1945 капитан 3 ранга (сёса) Ясуносукэ Окума (яп. 大熊安之助).